# Gaal Gusztáv
Gaal Gusztáv, későbbi nevén Veli bey (Vasvár, 1818 vagy 1819 – Szarajevó, 1862. március 9.) orvos, sebész, katona.

## Életpályája
Édesapja Gaal György író, könyvtáros, mesekutató, műfordító volt. Bécsben volt szülész a híres Joseph Škoda professzor asszisztense és egyetemi előadó, 1849-ben a magyar szabadságharcban táborkari főorvos lett, ezután török szolgálatba lépett több orvos kollégájával (Robay János, Schneider Antal, Hammerschmidt Károly és fivérei, József Adolf és Ferdinánd, Mustárdy János, Dempwolf Adolf, Kálazdy (Kaufmann) Móric, Sárkány-Heitzmann Ágoston, Adliczer Antal és Fontana Fermo) együtt.
1849 őszén lépett be a török hadseregbe,  áttért a mohamedán hitre, Veli bey néven lett a török főváros egyik legtekintélyesebb orvosa. Német nyelvű orvosi könyveit Veli bey néven írta, melyek Bécsben jelentek meg. Tanított az isztambuli orvosi akadémián és a központi katonai kórház főorvosává is kinevezték. Vele együtt Robay János (Ahmed pasa), Schneider Antal (Husszein bég), Hammerschmidt Károly (Abdullah effendi), Mustárdy János (Juszuf effendi) egyaránt szerepet játszottak a török katonai egészségügy fejlesztésében. - 1862. március 9-én Szarajevóban halt meg.

## Főbb művei
- Das nöthigste über Auscultation und Percussion und ihre Anwendung in der Medicin. Chirurgie und Geburtshilfe, mit besonderer Berücksichtigung der physikalischen Behelfe der Erkenntniss der Brust- und Herzkrankheiten, nach den neuesten und besten Quellen zusammengestellt (Wien, 1842)
- Die Krankheiten des Ohres und deren Behandlung nach den neuesten und bewährtesten Erfahrungen der berühmtesten deutschen, engl. u. französ. Aerzte, mit Benützung eines englischen Aufsatzes von T. Wharton Jones systematisch dargestellt (Wien, 1844)
- Physikalische Diagnostik und deren Anwendung in der Medicin, Chirurgie, Oculistik, Otiatrik und Geburtshilfe... (Wien, 1846; 2. kiadás: 1849. Online)
- Taschenencyclopädie der praktischen Medizin... (Wien, 1861)